# 卒業TIME
「卒業TIME」（そつぎょうタイム）は、日本の音楽デュオ・WaTのインディーズ1作目のシングル。

## 概要
- 唯一のインディーズシングルで、現在は廃盤。
- 隠しトラックとして両者による、「卒業TIME」の歌詞を変えたそれぞれソロのギター弾き語りバージョンが収録されている。

## 収録曲
1. Intro
今作のイントロ。
2. 卒業TIME
作詞・作曲：WaT
編曲：小松清人
3. Outro
今作のアウトロ。
4. Wentz TIME
作曲：WaT
編曲：小松清人
歌詞とアレンジが異なる表題曲のウエンツ瑛士ソロバージョン。
5. Interlude: And
今作のインタールード。
6. Teppei TIME
作曲：WaT
編曲：小松清人
歌詞とアレンジが異なる表題曲の小池徹平ソロバージョン。
7. 卒業TIME -Instrumental-
作曲：WaT
編曲：小松清人
表題曲のインストゥルメンタルバージョン。
8. Wentz TIME -Instrumental-
作曲：WaT
編曲：小松清人
カップリング1曲目のインストゥルメンタルバージョン。
9. Teppei TIME -Instrumental-
作曲：WaT
編曲：小松清人
カップリング2曲目のインストゥルメンタルバージョン。

## 参加ミュージシャン
WaT
- ウエンツ瑛士：Vocal (#2,4)、Chorus (#2)
- 小池徹平：Vocal (#2,6)、Chorus (#2)、Acoustic Guitar & Blues Harp (#2,6,7,9)

Support Musician
- 小松清人：Programming (#2,4,6,7,8,9)、Other Instruments (#2,6,7,9)、All Instruments (#4,8)
- 井出泰彰：Acoustic Guitar (#2,7)

## タイアップ
- テレビ東京系列スポーツ番組『肉力強女』エンディングテーマ (#2)

## 収録アルバム
- 卒業TIME〜僕らのはじまり〜 (#2,4,6)
- WaT Collection (#2)
- 卒業BEST (#2)
- DEPARTURES mixed by DJ NANA (#2)